# 五羰基锇
五羰基锇是一种有机锇化合物，化学式为Os(CO)5，是锇最简单的可分离出来的羰基配合物。它是无色挥发性液体，可由十二羰基三锇在280-290 °C、200 atm下和一氧化碳反应得到。与之相比，钌的相应反应只需160 °C、200 atm即可进行。

## 反应
五羰基锇加热至80 °C会转化为Os3(CO)12，相应的五羰基钌在室温即可完成转化。它和氯气反应，可以得到[Os(CO)5Cl]+配阳离子：
Os(CO)5  +  Cl2  →  [Os(CO)5Cl]+Cl−
五羰基锇的己烷溶液在紫外光的照射下和乙烯反应，生成一、二或者三取代的衍生物：
Os(CO)5  +  n C2H4  →  Os(CO)5-n(C2H4)n  +  n CO （n = 1,2,3）